# Józef Wybicki

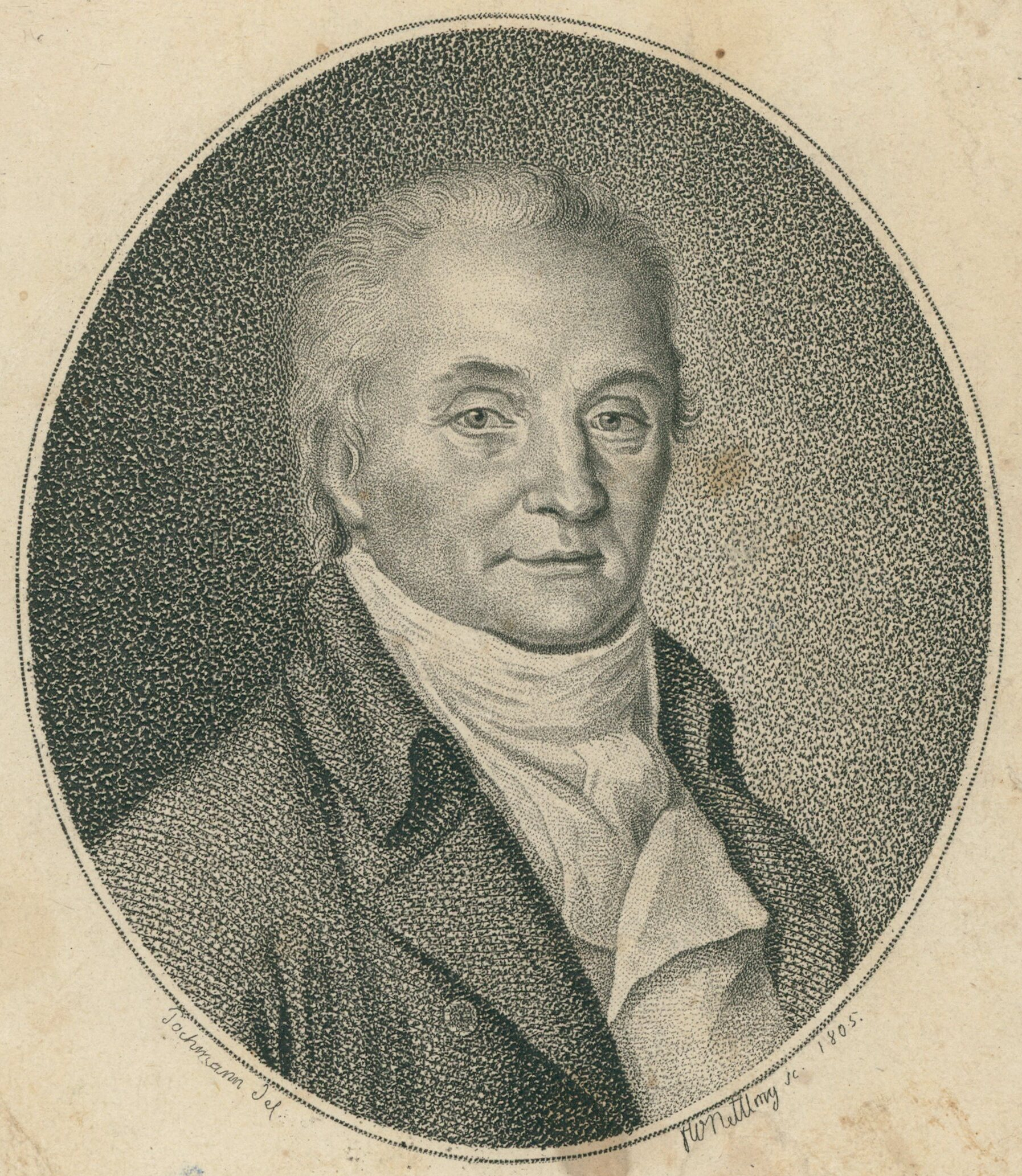
Józef Wybicki

Józef Rufin Wybicki (blason Rogala), né en 1747 à Będomin et mort en 1822, est un officier, homme politique, journaliste et écrivain polonais.
Il est l'auteur de la Mazurka de Dombrowski (1797), au départ chant des Légions polonaises de l'armée d'Italie, devenu hymne national de la Pologne en 1927.

## Biographie

### Origines familiales et formation
Il est issu d'une famille noble de Cachoubie, dans la région de Gdansk (Będomin se trouve à 20 km au sud-ouest de cette ville).

### Carrière de 1767 à 1794
Józef Wybicki, député de Poméranie à la Diète de 1767, acquiert une certaine popularité grâce à sa courageuse protestation contre la mise au pas du Parlement par l’ambassadeur russe Nicolas Repnine.
Wybicki participe ensuite à la Confédération de Bar, insurrection patriotique nobiliaire contre l'influence russe en Pologne (1768-1772).
Dans les années 1790-1792, il est proche des dirigeants du Parti patriotique, dont Hugo Kołłątaj et Ignacy Potocki.

### L'insurrection de Kosciuszko
Il prend une part active à la préparation et à la propagation de l’Insurrection de Kościuszko en 1794, dont l'échec le pousse à l'exil, afin d'éviter la répression de Catherine II et de ses affidés polonais de la Confédération de Targowica.

### Le chant des Légions polonaises (1797)
Chargé d'organiser les Légions polonaises au sein de l'Armée d'Italie, commandée par le général Bonaparte, il arrive en Lombardie en juillet 1797. Ces troupes sont commandées par le général Jean-Henri Dombrowski, lui aussi exilé après l'insurrection. Lorsqu'elles quittent Reggio d'Émilie, Wybicki écrit, entre le 16 et le 19 juillet 1797, un texte en leur hommage.
Ce « Chant des Légions polonaises en Italie » va se diffuser rapidement dans les unités concernées, et par la suite, sous le nom de « Mazurka de Dombrowski », accompagnera les troupes polonaises de la Grande Armée dans toutes leurs campagnes. Il devient un symbole de liberté, accédant au statut d'hymne officieux de la Pologne.
Après la chute de Napoléon, le royaume de Pologne, attribué lors du congrès de Vienne au tsar Alexandre Ier, en interdit l'usage, mais il reste un des chants patriotiques les plus populaires, accompagnant les combattants de l'insurrection de 1830-1831.